# Exenterus simplex
Exenterus simplex är en stekelart som beskrevs av Thomson 1883. Exenterus simplex ingår i släktet Exenterus och familjen brokparasitsteklar. Arten är reproducerande i Sverige. Inga underarter finns listade i Catalogue of Life.